# Beautiful World Tour (2017)
Beautiful World Tour — первый мировой концертный тур южнокорейского хип-хоп бойз-бэнда Monsta X. Тур начался 17 июня 2017 года, после выпуска их первого студийного альбома The Clan Pt.2.5: The Final Chapter

## О туре

### Азия
28 апреля в официальном Твиттере группы появился постер их первого мирового тура, в котором было объявлено, что первое шоу состоится в Сеуле. Тур начался 17 и 18 июня в Олимпийском зале, расположенном в Олимпийском парке Сеула. 18 мая лейбл Starship Entertainment сообщил о том, что билеты на два концерта в Сеуле были полностью распроданы в течение минуты после поступления в продажу, установив рекорд распроданных билетов в истории группы за два года подряд.
7 июля в фан-кафе группы появилось сообщение от лейбла, в котором сначала появились извинения перед фанатами за то, что им нужно сообщить плохие новости перед мировым туром. По сообщению их лейбла, на колене Хёнвона была обнаружена небольшая рана и припухлость, а после осмотра у него была диагностирована ранняя стадия целлюлита. Лейбл также сообщил, что Хёнвон сосредоточится на отдыхе и лечении, для быстрого выздоровления.
Группа должна была посетить Индонезию для тура, но их промоутер SH Entertainment отменил выступление из-за местных обстоятельств.

### США
Monsta X завершили свой тур по Северной Америке 23 и 24 июля в The Novo в Лос-Анджелесе. По данным Starship Entertainment, в общей сложности на концертах собралось 20 000 фанатов из Нью-Йорка, Атланты, Далласа, Сан-Франциско и Лос-Анджелеса. Лейбл также добавил, что билеты на шесть концертов в пяти городах были полностью распроданы, включая перенесенный концерт в Лос-Анджелесе, а Мексика 17 сентября стала последним выступлением этого тура. У Monsta X также было несколько интервью для известных медиа-платформ, таких как Billboard и IHeartRadio.
Группа завершила свой тур по Южной Америке, выступив в Аргентине на Estadio Luna Park 12 сентября и в Чили на Movistar Arena 14 сентября.

### Европа
В рамках тура Monsta X было три концерта во время тура по Европе: в Париже 9 августа, Берлине 11 августа и Москве 13 августа.

## Сет-лист
1. «Beautiful»
2. «Incomparable»
3. «Hero»
4. «I Need U»
5. «All I Do»
6. «Ex Girl»
7. «White Love»
8. «Ready or Not»
9. «Oi»
10. «From Zero» — Вонхо и Хёнвон
11. «Beautiful» (Remix) — Хёнвон
12. «Bam!Bam!Bam!» — Чжухон и Хёнвон
13. «24K Magic» — Шону, Минхёк и I.M
14. «Mirror» — Кихён и Чжухон
15. «Honestly»
16. «Roller Coaster»
17. «I’ll Be There»
18. «White Sugar»
19. «Sweetheart»
20. «Stuck»
21. «Be Quiet»
22. "Broken Heart
23. «Blind»
24. «Shine Forever»
25. «All In»
26. «Trespass»
27. «Rush» (Remix)
28. «Fighter»
29. «No Exit»
30. «5:14 (Last Page)»

## Даты выступлений
| Дата             | Город         | Страна           | Место проведения                        | Посещаемость |
| Азия             | Азия          | Азия             | Азия                                    | Азия         |
| ---------------- | ------------- | ---------------- | --------------------------------------- | ------------ |
| 17 июня 2017     | Сеул          | Республика Корея | Olympic Hall                            | 7,000        |
| 18 июня 2017     | Сеул          | Республика Корея | Olympic Hall                            | 7,000        |
| 8 июля 2017      | Гонконг       | Гонконг          | AsiaWorld-Expo Hall 10                  | —            |
| Северная Америка |               |                  |                                         |              |
| 12 июля 2017     | Чикаго        | США              | Rosemont Theater                        | 20,000       |
| 14 июля 2017     | Нью-Йорк      | США              | Palladium Times Square                  | 20,000       |
| 16 июля 2017     | Атланта       | США              | Cobb Energy Performing Arts Centre      | 20,000       |
| 19 июля 2017     | Даллас        | США              | Texas Trust CU Theatre at Grand Prairie | 20,000       |
| 21 июля 2017     | Сан-Франциско | США              | Warfield Theatre                        | 20,000       |
| 23 июля 2017     | Лос-Анджелес  | США              | The Novo                                | 20,000       |
| 24 июля 2017     | Лос-Анджелес  | США              | The Novo                                | 20,000       |
| Азия             |               |                  |                                         |              |
| 29 июля 2017     | Бангкок       | Таиланд          | Thunder Dome                            | —            |
| Европа           |               |                  |                                         |              |
| 9 августа 2017   | Париж         | Франция          | Олимпия                                 | —            |
| 11 августа 2017  | Берлин        | Германия         | Темподром                               | —            |
| 13 августа 2017  | Москва        | Россия           | Stadium Live Club                       | —            |
| Азия             |               |                  |                                         |              |
| 8 сентября 2017  | Тайбэй        | Тайвань          | Taipei International Convention Center  | —            |
| Северная Америка |               |                  |                                         |              |
| 12 сентября 2017 | Буэнос-Айрес  | Аргентина        | Луна-Парк (Буэнос-Айрес)                | —            |
| 14 сентября 2017 | Сантьяго      | Чили             | Movistar Arena                          | —            |
| Южная Америка    |               |                  |                                         |              |
| 17 сентября 2017 | Монтеррей     | Мексика          | Auditorio BlackBerry                    | —            |

## Победы и номинации
| Церемония награждения   | Год  | Категория                       | Результат | Прим.  |
| ----------------------- | ---- | ------------------------------- | --------- | ------ |
| Mnet Asian Music Awards | 2017 | «Лучший концертный исполнитель» | Победа    | [ 10 ] |